# یادواره ارنست آگوستوس

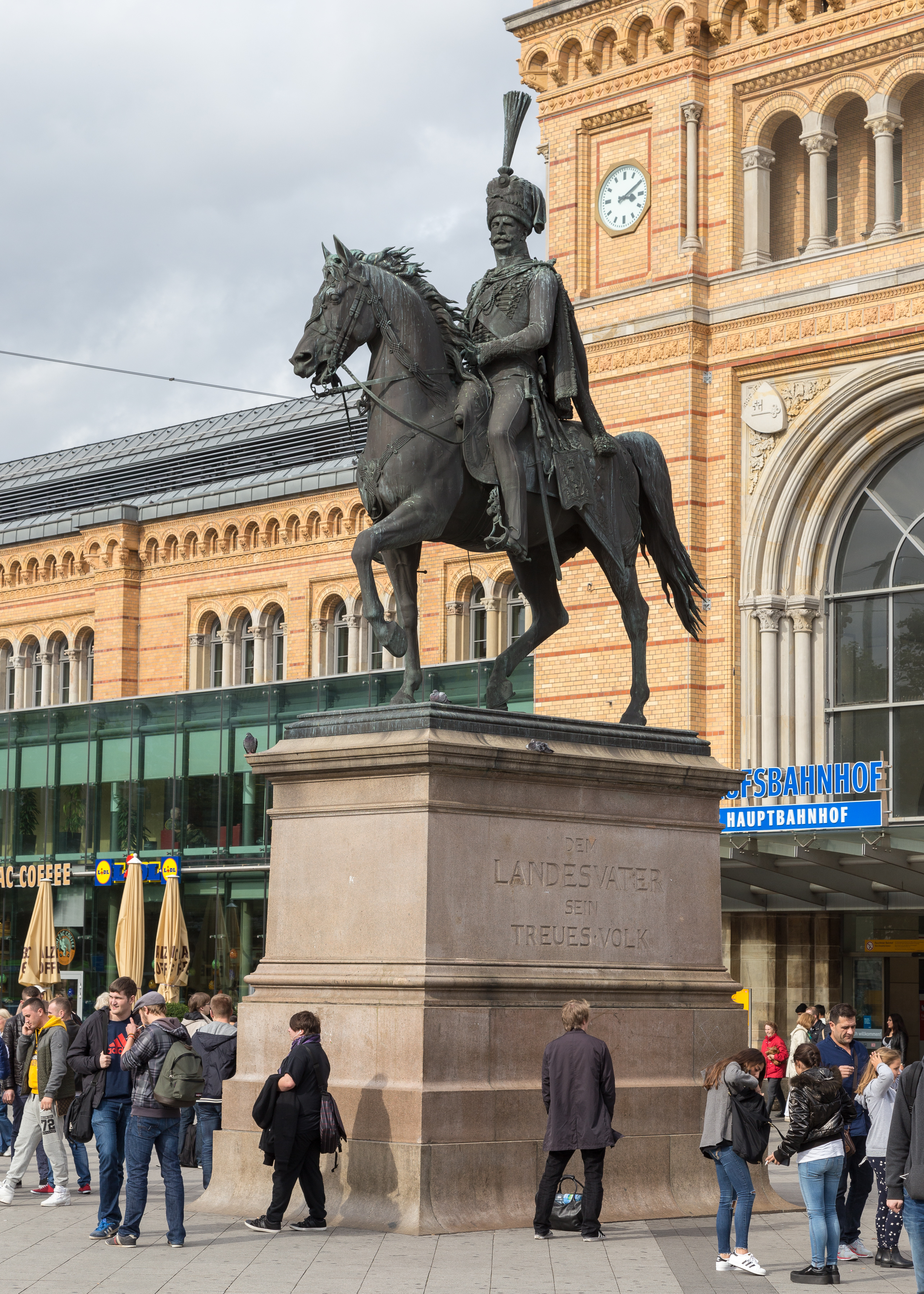
یادواره‌ی ارنست آگوستوس روبروی ایستگاه راه‌آهن مرکزی هانوفر، ۲۰۱۵

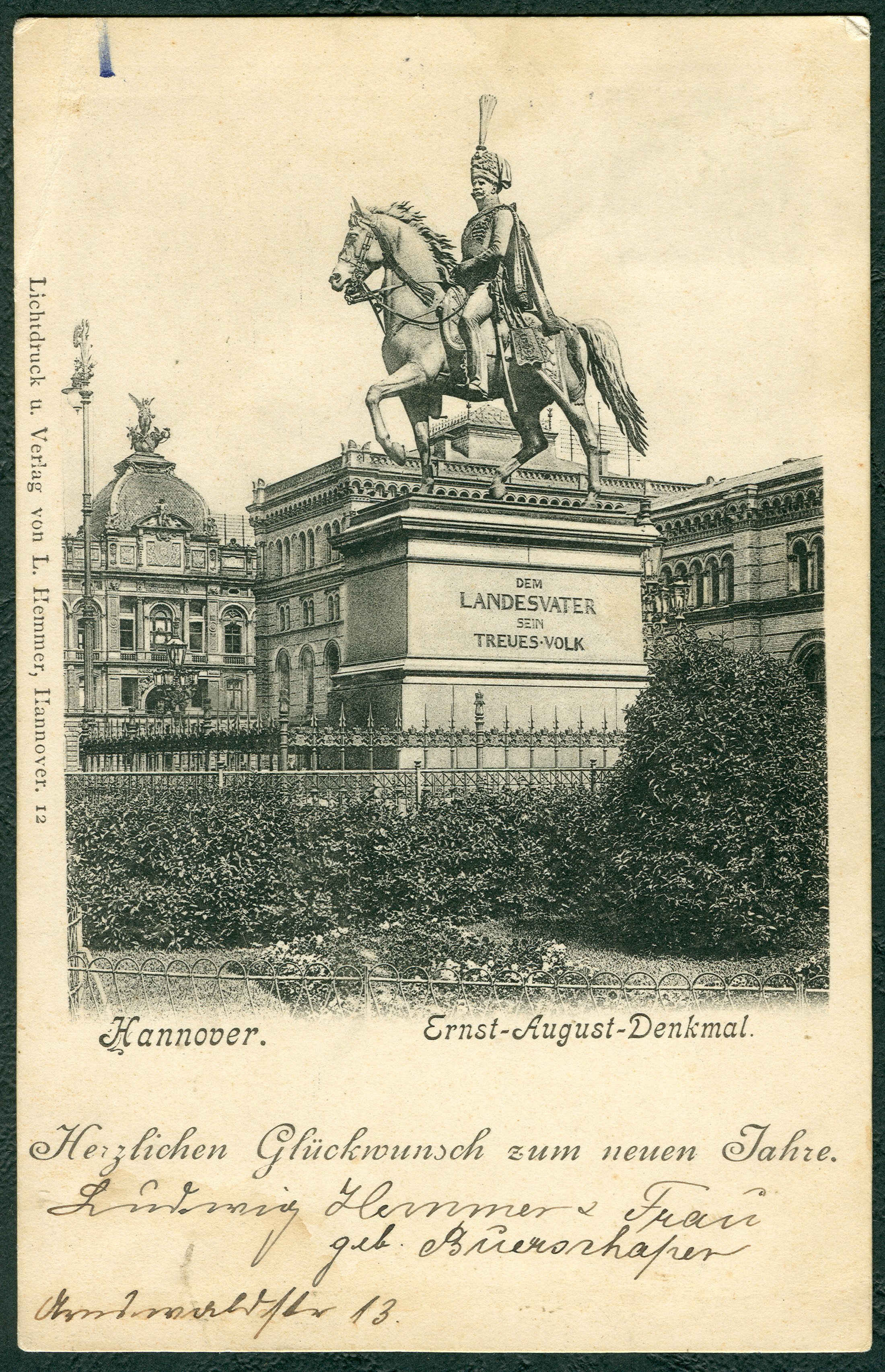
کارت پستال با تصویر یادواره در سال ۱۹۰۰ میلادی، امضا شده توسط لودویگ همر و همسرش

یادواره‌ی ارنست آگوستوس (آلمانی: Ernst-August-Dekmal) یک تندیس اسب‌سوار از پادشاه سابق پادشاهی هانوفر، ارنست آگوستوس است. این تندیس در سال ۱۸۶۱ میلادی توسط آلبرت ولف ساخته و روبروی ایستگاه راه‌آهن مرکزی هانوفر نصب شد. یادواره‌ی ارنست آگوستوس در کنار ساعت کروپکه از مشهورترین محل‌های قرار در هانوفر است که به طور عامیانه با عبارت «Unterm Schwanz» به آن اشاره می‌شود.

## توصیف
این تندیس پادشاه ارنست آگوستوس را سوار بر اسبش و با لباس هوسارها نشان می‌دهد. جنس تندیس از برنز است و سکوی زیرین آن از گرانیت آورده شده از کوه بروکن است. بر روی سکو نوشته‌ی «DEM LANDESVATER / SEIN TREUES VOLK» به معنی «(برای) پدر سرزمین / (از طرف) ملت وفادارش» حکاکی شده. تاریخ تولد، تاج‌گذاری و مرگ ارنست آگوستوس و تاریخ ساخت مجسمه نیز نوشته شده است.

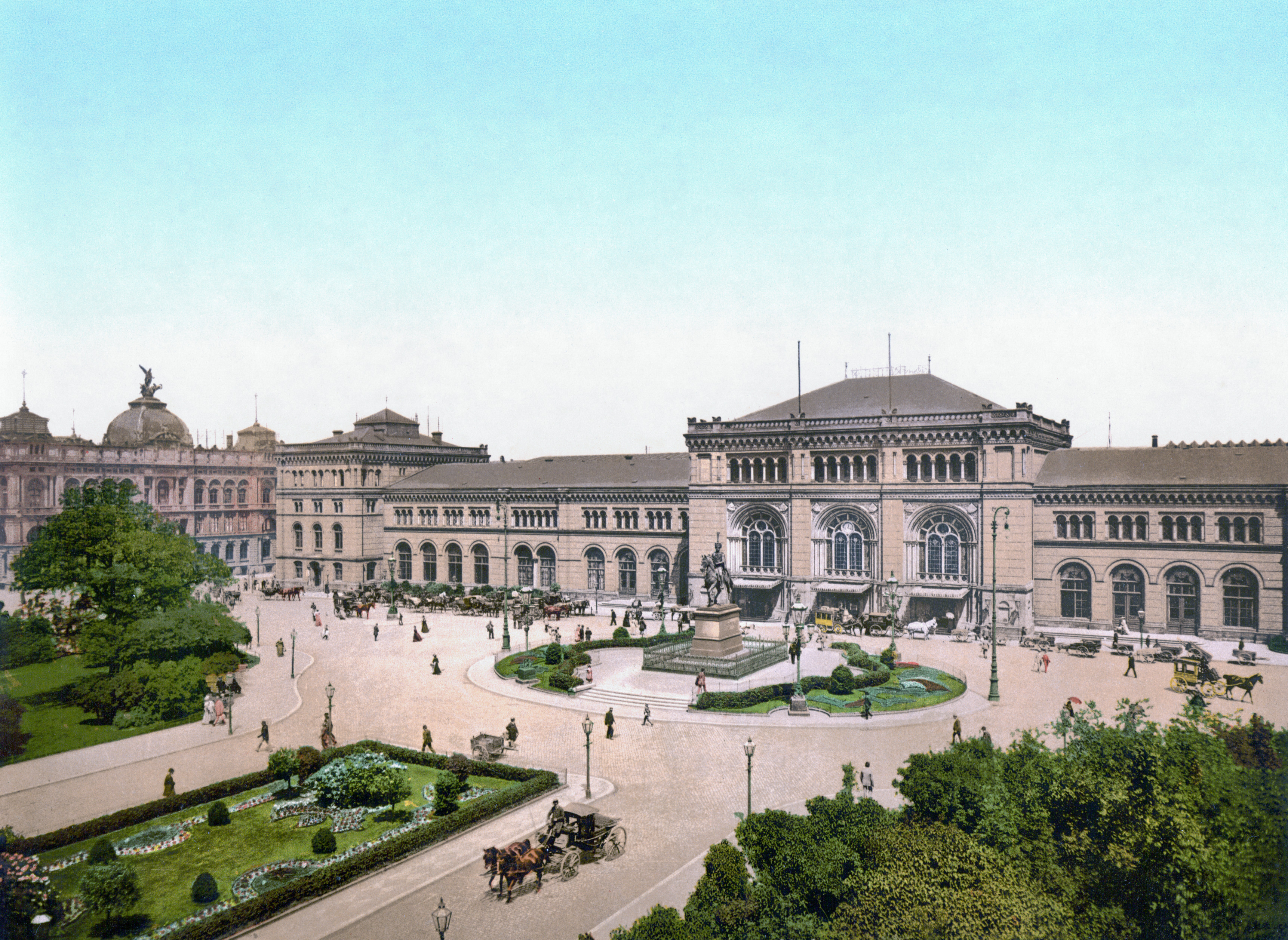
ایستگاه راه‌آهن در سال ۱۹۰۰ میلادی